# Bögöte
Bögöte è un comune dell'Ungheria di 339 abitanti (dati 2001). È situato nella contea di Vas.